# Патінко (телесеріал)
«Патінко» (англ. Pachinko) — американський драматичний телесеріал, створений Су Хо за однойменним романом мангеттенської письменниці та журналістки Мін Джін Лі. Режисерами серіалу стали Когонада та Джастін Чон. У головних ролях: Юн Йоджон, Лі Мін Хо, Кім Мінха та Чін Ха. Прем'єра серіалу відбулася на Apple TV+ 25 березня 2022 року. У квітні 2022 року серіал було продовжено на другий сезон. «Патінко» отримав схвалення критиків, особливо за гру акторського складу (зокрема, Юн Йоджон), операторську роботу та сценарій.
Сага розповідає про історію, надії та мрії сім’ї корейських іммігрантів чотирьох поколінь, які вимушені залишати свою батьківщину в незламних пошуках кращого життя й процвітання.

## Епізоди
| № | Назва              | Режисери (-ка) | Сценарист (-ка)        | Дата виходу     |
| --- | ------------------ | -------------- | ---------------------- | --------------- |
| 1 | «Розділ перший»    | Когонада       | Су Хо                  | 25 березня 2022 |
| У Кореї 1920-х років Янджін і Хуні захищають свою єдину дитину, Суню, від реалій життя під колоніальним правлінням. А у 1989 році Соломон отримує можливість закрити велику угоду...   |                    |                |                        |                 |
| 2 | «Розділ другий»    | Когонада       | Су Хо Метью Дж. МакКью | 25 березня 2022 |
| Хансу відкриває Суні очі на світ, але це надихає її на мрії, які мають свою ціну. Соломон намагається використати свою корейську ідентичність для подальшого просування у своїй справі |                    |                |                        |                 |
| 3 | «Розділ третій»    | Когонада       | Хансоль Чон Су Хо      | 25 березня 2022 |
| |                    |                |                        |                 |
| 4 | «Розділ четвертий» | Джастін Чон    | E. J. Koh Су Хо        | 1 квітня 2022   |
| |                    |                |                        |                 |
| 5 | «Розділ п'ятий»    | Джастін Чон    | Франклін Ро Су Хо      | 8 квітня 2022   |
| |                    |                |                        |                 |
| 6 | «Розділ шостий»    | Джастін Чон    | Лорен Ї Су Хо          | 15 квітня 2022  |
| |                    |                |                        |                 |
| 7 | «Розділ сьомий»    | Когонада       | Ітан Куперберг Су Хо   | 22 квітня 2022  |
| |                    |                |                        |                 |
| 8 | «Розділ восьмий»   | Джастін Чон    | Мфонісо Удофія Су Хо   | 29 квітня 2022  |
| |                    |                |                        |                 |